# Félix Dujardin

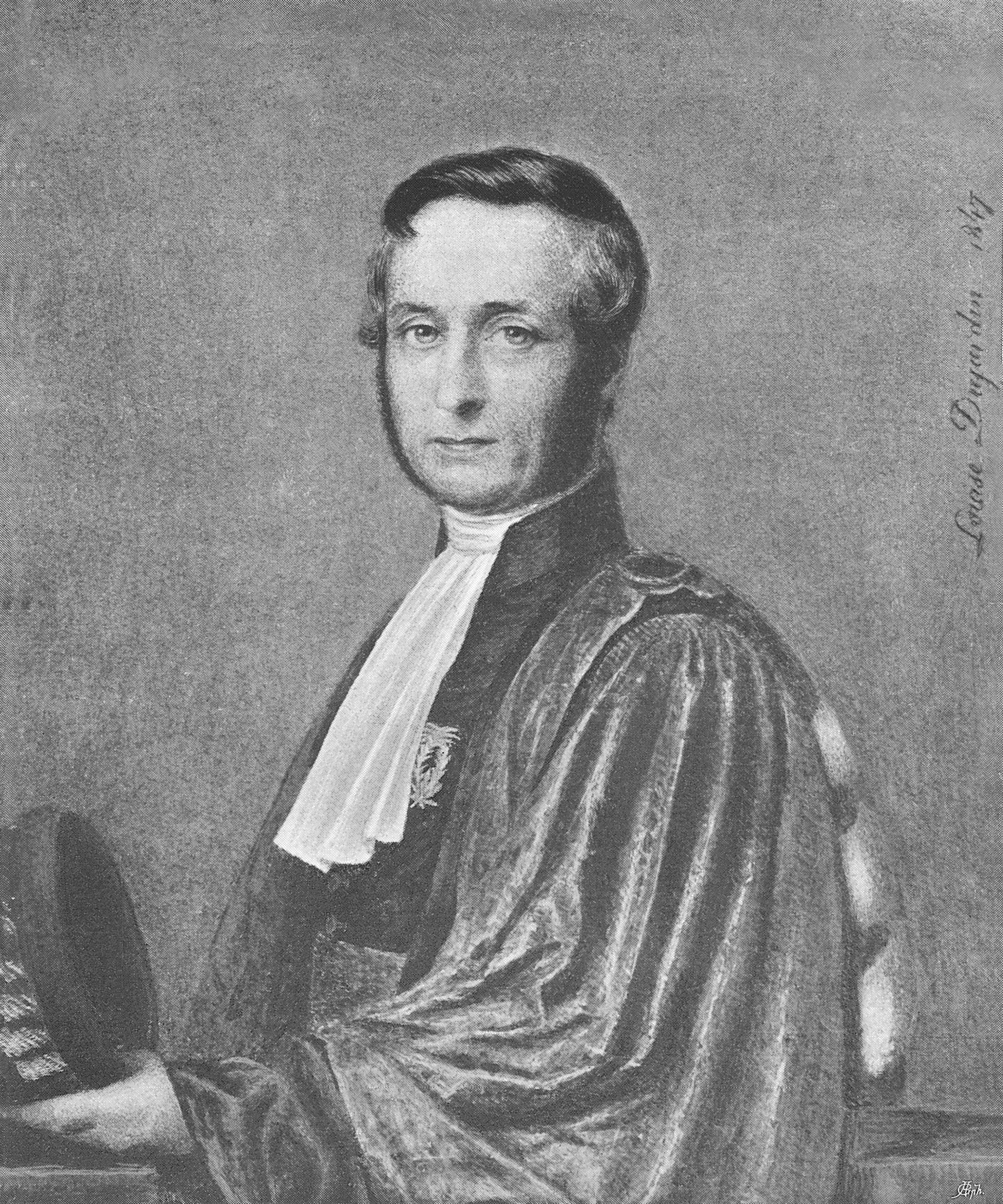
Félix Dujardin

Félix Dujardin (* 5. April 1801 in Tours; † 8. April 1860 in Rennes) war ein französischer Naturforscher, Geologe, Zoologe und Botaniker. Sein offizielles botanisches Autorenkürzel lautet „Dujard.“.

## Leben
Dujardins Vater und Großvater waren beide Uhrmacher, die ursprünglich in Lille ansässig waren. Felix Dujardin wurde eine Zeit lang mit in das Handwerk einbezogen, mit dem Ergebnis einer bemerkenswerten manuellen Geschicklichkeit.
Mit seinen beiden Brüdern besuchte Dujardin die Klassen des Collège de Tours als Schüler. Er fühlte sich ursprünglich zur Kunst hingezogen, vor allem das Zeichnen band ihn. Sein Interesse an der Wissenschaft war offenbar zunächst von einem Chirurgen, einem Freund der Familie, geweckt worden, und so studierte er als Autodidakt in den ihm geliehenen Büchern über Anatomie und Naturgeschichte. Die Texte von Antoine François de Fourcroy weckten sein Interesse an der Chemie. Chemie wurde für eine Zeit Dujardins Hauptinteresse. Einfluss auf seine weitere Entwicklung hatte auch ein Lehrbuch von Louis Jacques Thénard. In der Absicht, Chemie in den Laboratorien von Thénard in Paris studieren, begann er sich für die Aufnahmeprüfung an der École polytechnique vorzubereiten. Dujardin scheiterte im Jahr 1818 an der Aufnahmeprüfung.
Eine kurze Episode mit der Malerei im Atelier von François Gérard schloss sich an. Um seinen Lebensunterhalt zu verdienen, nahm er bald eine Stelle als Wasserbau-Ingenieur in Sedan an. 1823 heiratete er Clémentine Grégoire. Er kehrte nach Tours zurück, wo er die Verantwortung für eine Bibliothek übernahm. In seiner Freizeit betrieb er wissenschaftliche Studien der verschiedensten Arten. Seine Veröffentlichung über Fossilien in den tertiären Schichten der Touraine war wertvoll genug, um die Aufmerksamkeit von Charles Lyell zu erregen.
Von 1826 bis 1829 unterrichtete er in Tours angewandte Wissenschaft, Geometrie und Chemie. Er betrieb ferner auch Studien in der Optik und der Kristallographie und fand Zeit für botanische Exkursionen, die 1833 mit zwei Co-Autoren zur Veröffentlichung der Flore complète d’Indre-et Loire führten. Auf Anraten des Botanikers Henri Dutrochet beschloss er, sich in der Zoologie spezialisieren und von Tours nach Paris überzusiedeln. In den nächsten Jahren finanzierte er sein und seiner Familie Leben durch das Schreiben von wissenschaftlichen Abhandlungen in Zeitschriften und Lexika.
Im Jahr 1839 wurde er aufgrund seiner Arbeiten in der Geologie auf den Lehrstuhl für Geologie und Mineralogie an der Fakultät der Wissenschaften an der Universität Toulouse berufen. Im November 1840 wurde er an der neu gegründeten Fakultät für Naturwissenschaften in Rennes Professor für Zoologie und Botanik und später Dekan der Fakultät. Diese Position brachte ihm einige Konflikte mit seinen Kollegen ein, sodass er diese Position im Jahre 1842 aufgab. Nach seinem Rückzug wurde Dujardin fast zum Einsiedler und verbrachte seine letzten Jahre in Rennes in Ruhe. Kurz vor seinem Tod wurde er zum korrespondierenden Mitglied der Académie des sciences, zwölf Jahre, nachdem sein Name zum ersten Mal vorgeschlagen worden war.

## Leistungen in der Zoologie
Dujardin ist in erster Linie für seine Arbeit über die mikroskopische Tierwelt bekannt. So schlug er im Jahre 1834 vor, eine Gruppe von einzelligen Organismen als Rhizopoden zu benennen. Als Dujardin die Foraminiferen in lebenden Zustand unter dem Mikroskop beobachtete, wurde seine Aufmerksamkeit auf die Aktivität eines kontraktilen internen Stoffes, der spontan durch die Poren der Kalkschalen in Form von Pseudopodien drängte, gelenkt. Er benannte 1835 die später durch den Botaniker Hugo von Mohl als Protoplasma bezeichnete intrazellulare Substanz dieser Einzeller (Rhizopoden) als Sarkode. Er nannte diese Sarkode 1835 in seinen Memoiren auch gelée vivante. Diese Hypothese führte ihn zum Widerspruch zu den Überlegungen von Christian Gottfried Ehrenberg – der sich hauptsächlich mit fossilen Radiolarien beschäftigte –, dass nämlich die mikroskopisch kleinen Organismen die gleichen Organe wie höhere (vielzellige) Tiere hätten.
Jedoch gelang es ihm nicht, das Konzept der Sarkode in eine allgemeine Theorie der Zelle zu integrieren (Zellbiologie). Erst 1845 veröffentlichte Carl von Siebold einen Text, in dem er zeigt, dass die Rhizopoden bzw. Protozoen einzellige Organismen und damit Zellen sind, die unabhängig voneinander leben können.
Félix Dujardin sah in den Foraminiferen Einzeller, Rhizopoden, wie er diese nannte, mit Schalen (Rhizopodes á coquilles). Man teilt heute übrigens die Rhizopoden in drei Gruppen, nämlich die Foraminiferen, die Heliozoen und die Radiolarien, und rechnet auch noch als vierte Ordnung die der Amöben hinzu, wobei das Taxon Rhizopoda aus phylogenetischer Sicht eher als polyphyletisch und damit so nicht haltbar scheint.

## Ehrungen
Nach Félix Dujardin sind die Familie Dujardinidae (Cercozoa: Glissomonadida) mit der Gattung Dujardina, die Spulwurmgattung Dujardinascaris sowie die Protozoengattung Dujardinia benannt.

## Schriften (Auswahl)
- Mémoire sur les couches du sol en Touraine et descriptions des coquilles de la craie des faluns (1837).
- Histoire naturelle des zoophytes. Infusoires, comprenant la physiologie et la classification de ces animaux, et la manière de les étudier à l'aide du microscope (1841). doi:10.5962/bhl.title.10127 doi:10.5962/bhl.title.51143
- Nouveau manuel de l'observateur au microscope (1842).  doi:10.5962/bhl.title.51229
- Histoire naturelle des helminthes ou vers intestinaux. xvi, 654+15 pp. + Plates (1845).   doi:10.5962/bhl.title.10123
- Histoire naturelle des zoophytes échinodermes : comprenant la description des crinoïdes, des ophiurides, des astérides, des échinides et des holothurides. Librairie encyclopédique de Roret, Paris 1862, doi:10.5962/bhl.title.10122
- Mémoire sur le système nerveux des insectes. In: Annales des sciences naturelles. Zoologie (Unterreihe), 3. Serie, Bd. 14 (1850), S. 195–206.

## Sonstiges
- K. T. E. von Siebold: Lehrbuch der vergleichenden Anatomie der Wirbellossen Thiere. Berlin 1845.
- L. Joubin: Félix Dujardin, in Archives de parasitologie, 4 (1901), 5–57.
- E. Beltrán: Felix Dujardin y su Histoire naturelle des zoophytes. Infusoires, 1841, in Revista de la Sociedad mexicana de historia natural, 2 (1941), 221–232
- J. R. Baker: The Cell Theory: A Restatement, History, and Critique. Part II, in Quarterly Journal of the Microscopical Sciences, 90 (1949), 87–107